# 亨利·奧爾登伯格
亨利·奧爾登伯格（英語：Henry Oldenburg，1618年—1677年9月5日）是德意志神學家、外交官、科學家和自然哲學家，被譽為現代科學學術同行評審的創始人之一。約在1618年，亨利·奧爾登伯格在不來梅出生，並曾經學習神學，其後還在英國擔任貴族教師。除了德語之外，他能夠流利使用法語、義大利語和英語，甚至還學習過荷蘭語。亨利·奧爾登伯格曾經擔任特命全權大使，並派往英格蘭與奧立佛·克倫威爾談判。在第一次英荷戰爭期間，他希望克倫威爾能繼續維持不來梅與英格蘭的貿易開放，而克倫威爾也同意支持不來梅自瑞典獨立。
1653年，亨利·奧爾登伯格長期定居在英國倫敦。在英國皇家學會於倫敦成立時，他擔任皇家學會第一任秘書，負責對外通訊的工作。在這期間，他在歐洲科學家之間建立龐大的合作與交流網絡，奠定科學資訊通訊的基礎，而其本人也是17世紀科學界的核心人物。他還出版第一份學術期刊《自然科學會報》。同時，亨利·奧爾登伯格可以說是近代早期歐洲最重要的情報家之一，擁有與尼古拉-克洛德·法布里·德·佩雷斯克、馬蘭·梅森和伊斯梅爾·布里阿德相媲美的通訊網絡。1677年，亨利·奧爾登伯格在倫敦逝世。

## 外部連結
- 维基共享资源上的相關多媒體資源：亨利·奧爾登伯格

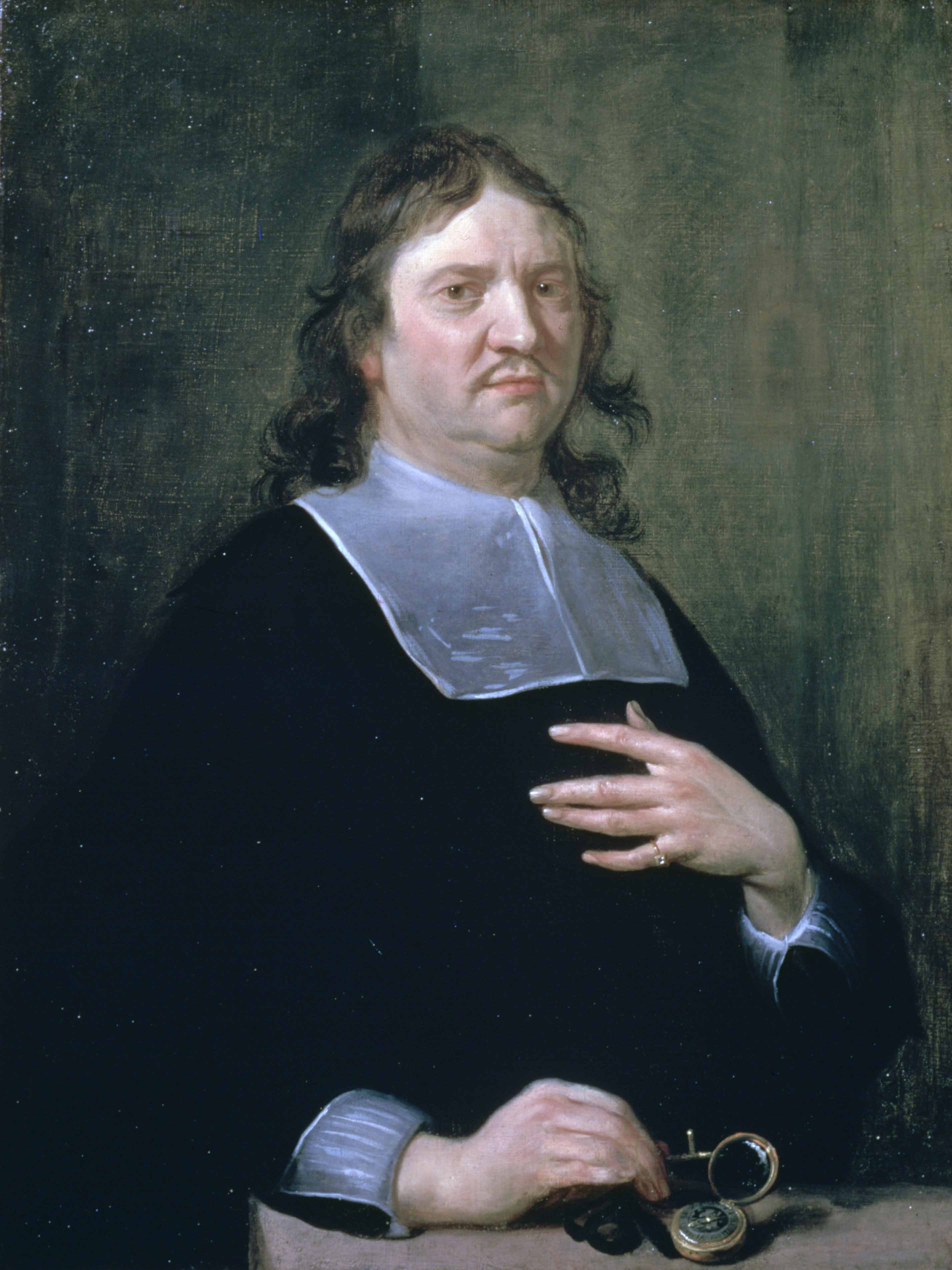
揚·范克萊韋 (III)繪於1668年

- Henry Oldenburg的作品  - 古騰堡計劃
- 互联网档案馆中亨利·奧爾登伯格的作品或与之相关的作品
- The Correspondence of Henry Oldenburg （页面存档备份，存于） in EMLO （页面存档备份，存于）